# ネイマール
ネイマール（Neymar）ことネイマール・ダ・シウバ・サントス・ジュニオール（Neymar da Silva Santos Júnior [nejˈmaʁ dɐ ˈsiwvɐ ˈsɐ̃tus ˈʒũɲoʁ], 1992年2月5日 - ）は、ブラジル・サンパウロ州モジ・ダス・クルーゼス出身のサッカー選手。サントスFC所属。ブラジル代表。ポジションはFW(LWG), MF(OMF)。
ブラジル代表の歴代最多得点記録保持者。FIFAコンフェデレーションズカップ2013ではゴールデンボールに選出された。2016年にはリオデジャネイロオリンピックにオーバーエイジ枠で出場し、金メダルを獲得した。
2021年には、パリ・サンジェルマンFCと総額約638億円の年俸契約を結んだことが世界的なニュースとなった。

## 概要
ブラジルのサントスFC時代には、南米年間最優秀選手賞を2度獲得している。欧州の舞台ではFCバルセロナに所属しリオネル・メッシ、ルイス・スアレスと攻撃トリオを組み、ラ・リーガ、コパ・デル・レイ、UEFAチャンピオンズリーグの三冠に貢献した。2015年のバロンドールでは3位にランクした。翌年もラ・リーガとコパ・デル・レイの連覇に貢献し、2017年には史上最高額の2億2200万ユーロ（約284億円）の移籍金でパリ・サンジェルマンに移籍した。1年目にはリーグ・アン年間最優秀選手賞に選ばれた。
世界で最も有名なスポーツ選手の一人であり、SportsProは2012年と2013年に世界で最も市場価値のあるアスリートと発表し、2016年にESPNが発表した世界で最も有名なアスリートでは4位に選出された。2017年にはTIMEによる世界で最も影響力のある選手の一人に選出された。2019年に発表されたフォーブスのスポーツ選手長者番付はリオネル・メッシ、クリスティアーノ・ロナウドに次ぐ3位であった。

## 経歴

### 幼少期
ネイマール・ダ・シウバ・サントス・ジュニオールは、ネイマール・サントスとナディーン・ダ・シウバとの間にサンパウロ州モジ・ダス・クルーゼスで一男一女の長子として出生。4歳年下の実妹のラファエッラ・ベックランはモデル業をしており、実父もかつてサッカー選手であった。成長すると、ネイマールはフットサルとストリートサッカーに夢中になった。
1992年、ネイマールは家族と共にサン・ヴィセンテに転居した。1999年にポルトゥゲーザ・サンチスタのユースクラブ入団を経て、2003年にサントスFCのユースクラブに移籍した。ユース年代で成功を収めると、家族はヴィラ・ベルミーロの隣に初めての物件を購入した。ネイマールは、15歳の時には1カ月に10,000レアル、16歳の時には1カ月に25,000レアルの収入があった。17歳でプロ契約を交わしサントスのトップチームに昇格し、スポンサー契約も得た。

### サントス

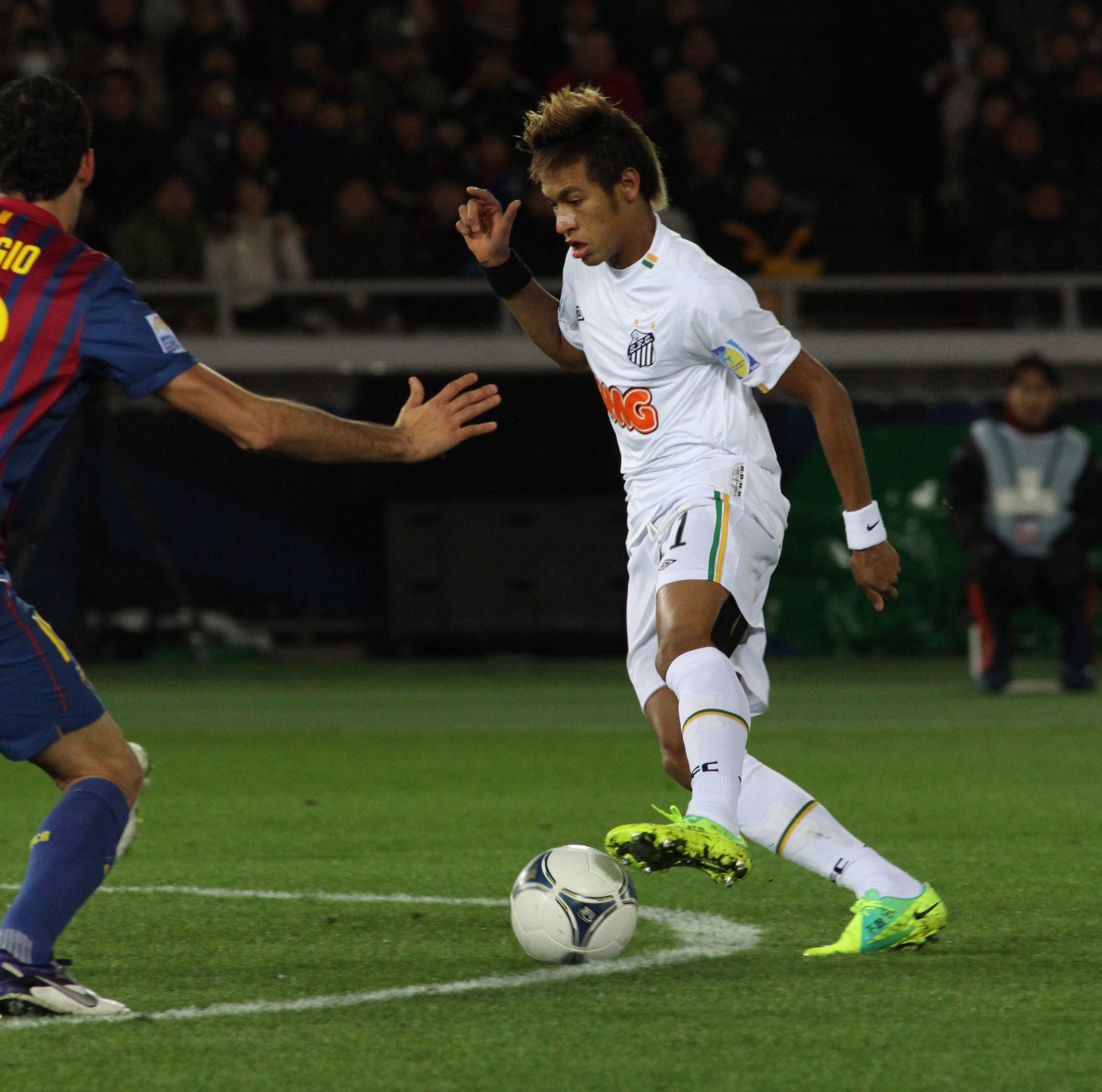
FIFAクラブワールドカップ2011

2005年1月、12歳だったネイマールはレアル・マドリードとの契約を交わす予定だったが、締結には至らなかった。2008年2月10日、サントスFCとプロ契約を結び、違約金は5000万ユーロに設定された。
13歳の時に、元レアル・マドリードFWロビーニョの年末チャリティマッチに参加。試合はテレビ中継されたこともあり、一躍有名になる。その後幾度となくサッカー番組などに出演し、サポーターからも一軍でのデビューを期待されるようになった。
デビュー戦となったサンパウロ州選手権のオエステFC戦では、得意の高速ドリブルやペダラーダを連発し、負けていた試合を逆転勝利に導いた。翌節のモジミリンEC戦でプロ初ゴールを決め、試合を観戦していたペレに「彼はうまくいけば私を超える潜在能力を持っている」と評された。
2011年のコパ・リベルタドーレス決勝戦の対CAペニャロール戦では、アウェーの第1戦を0-0の引き分けで終え、ホームでの第2戦では47分に値千金の先制弾を決め、最終的に2-1でサントスが1963年大会以来、3度目のコパ・リベルタドーレス制覇を達成した。なおネイマール自身はこの大会で計6ゴールを記録しており、優勝の原動力となった。南米代表として出場したFIFAクラブワールドカップ2011では、12月14日の初戦の柏レイソル戦で、キックフェイントからのミドルシュートで先制点を挙げ、勝利に貢献。しかし決勝ではFCバルセロナの前に徹底マークに苦しみ、チームも0-4で敗北し準優勝に終わった。
2012年1月1日、2011年の南米年間最優秀選手賞に選出されたことが発表された。
2013年5月26日、サントスでの最後の試合に出場し、試合前の国歌斉唱の際には涙を流した。

### バルセロナ

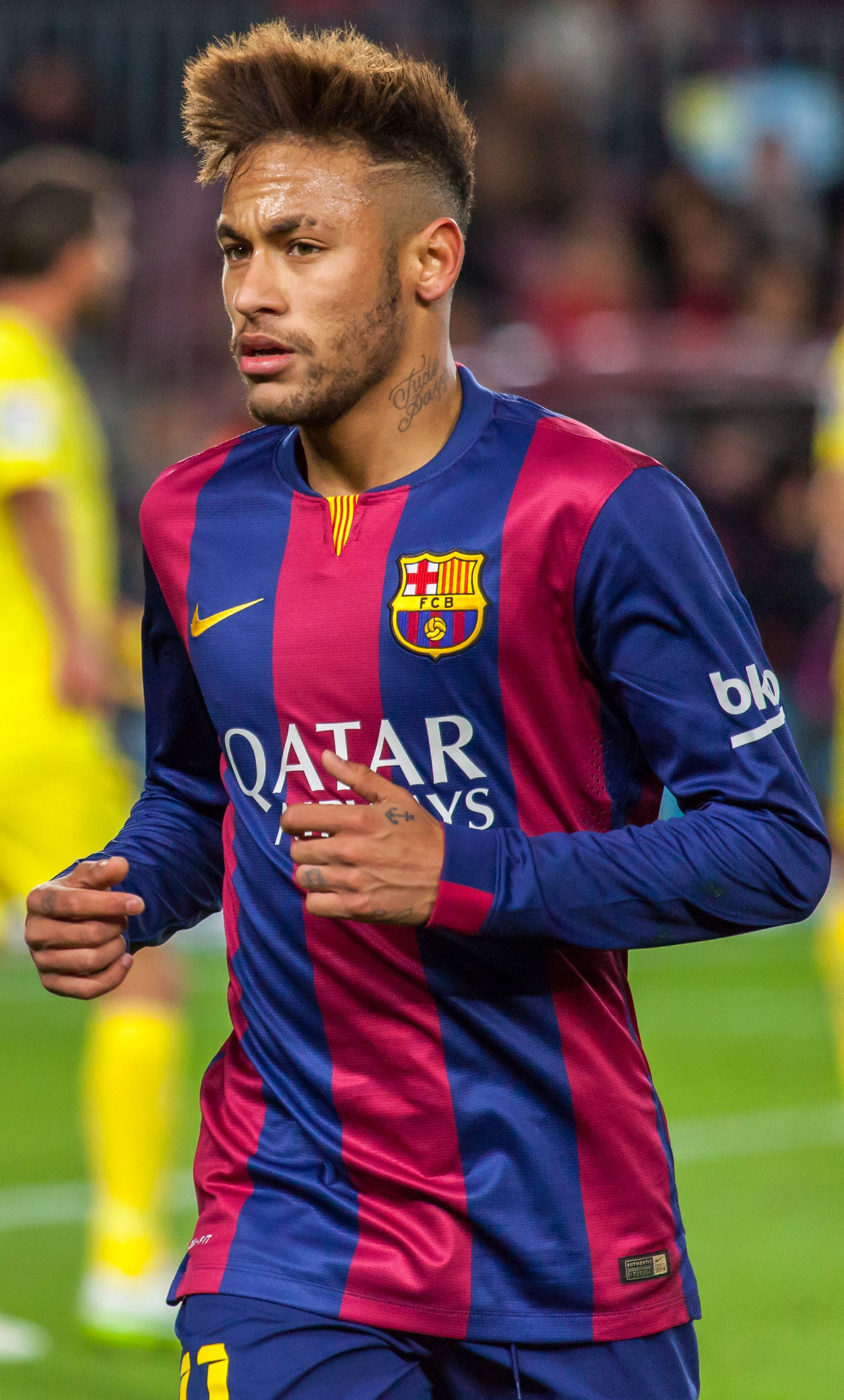
2015年

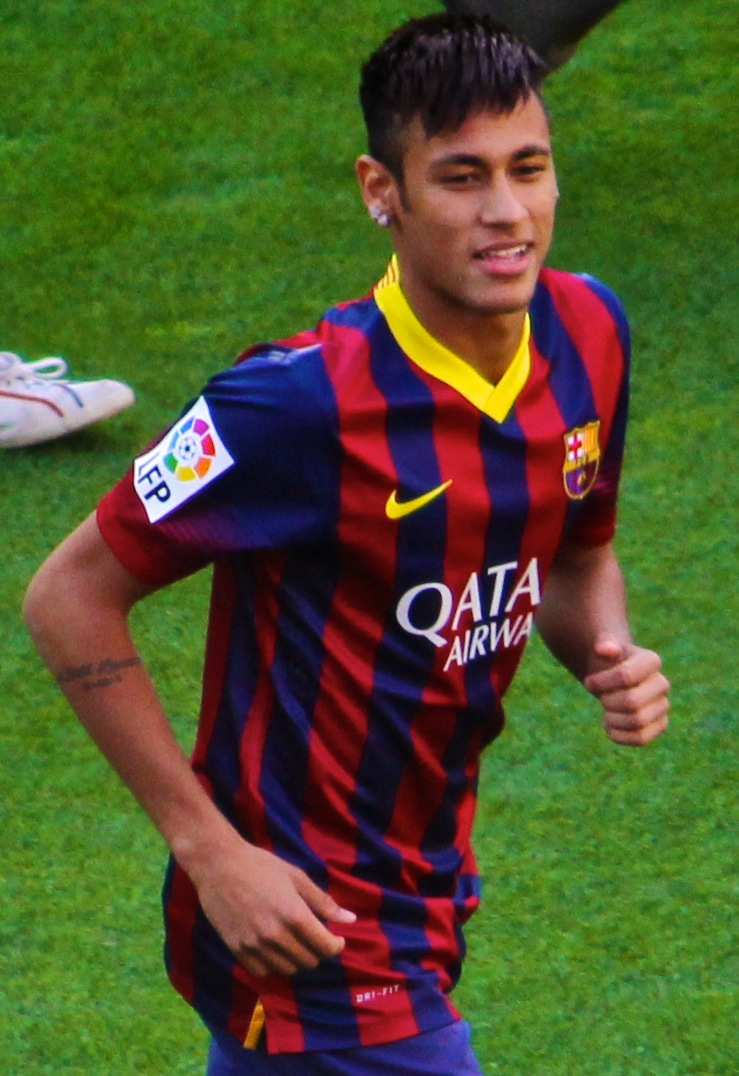
FCバルセロナでのネイマール

2013年5月24日、サントスがネイマールの放出を発表、26日にFCバルセロナとの5年契約での合意が発表された。6月3日、正式に契約を締結した。背番号は当初決まっていなかったが、ティアゴ・アルカンタラがバイエルン・ミュンヘンに移籍した後、サントスでも着けていた11番を着けることになった。8月21日のスーペルコパ・デ・エスパーニャのアトレティコ・マドリード戦にてチームを優勝に導くアウェーゴールを決め、公式戦初得点を記録した。9月25日のレアル・ソシエダ戦ではチャンピオンズリーグも含め5戦連続アシストを記録した。10月26日の自身初のエル・クラシコでは1ゴール1アシストを記録し、2-1での勝利に貢献した。12月11日のチャンピオンズリーググループステージのセルティック戦では移籍後初のハットトリックを達成した。
2014-15シーズンはアルゼンチン代表のリオネル・メッシ、ウルグアイ代表のルイス・スアレスと3トップを組み、公式戦39ゴール、3トップとしてはスペイン史上最多となる公式戦ゴール数122ゴールを記録した。さらにはチャンピオンズリーグ決勝のユヴェントス戦でも5試合連続となるゴールを決めてメッシ、クリスティアーノ・ロナウドと並んでCL得点王となり、ラ・リーガ、コパ・デル・レイ、チャンピオンズリーグの三冠を達成して欧州初のメジャータイトルを獲得した。また欧州と南米でクラブ王者のタイトルを獲得した史上8人目の選手となった。12月に日本で開催されたFIFAクラブワールドカップ2015決勝でも南米王者のリーベル・プレート相手に華麗な5人抜きドリブルをみせリオネル・メッシの先制点とルイス・スアレスの3点目をアシストし優勝に貢献した。サントスFC時代にFIFAクラブワールドカップ2011決勝で敗れた相手でもあるFCバルセロナで今度はクラブ世界一を手にした。
2015-16シーズン、エースであるメッシの負傷による長期離脱の際には攻撃を牽引し、10月17日の第9節ラージョ・バジェカーノ戦ではハットトリックを含む4得点の活躍を見せた。さらに、メッシ、クリスティアーノ・ロナウドと共に自身初となる世界最優秀選手賞FIFAバロンドールの最終候補3人に選ばれた。シーズン後半は調子を落とすものの、公式戦31ゴール16アシストを記録し、コパ・デル・レイの決勝でも追加点を決めるなど、ラ・リーガとコパの連覇に貢献した。
2016年7月1日、クラブとの契約を2021年まで延長した。契約解除金は1年目は2億ユーロ、2年目は2億2000万ユーロ、3年目以降は2億5000万ユーロに設定された。2017年3月8日のチャンピオンズリーグ、PSG戦では終了間際に3得点に絡む活躍を見せ、1stレグ0-4からの逆転勝利に貢献した。5月27日のコパ・デル・レイの決勝では2年連続で得点し、優勝に貢献した。
2017年7月中旬、母国ブラジルの報道機関であるグローボ紙がネイマールがFCバルセロナから退団するかもしれないという事を伝えた。現地バルセロナの機関紙であるSPORTもこれを報じたがムンド・デポルティーボは否定していた。さらに、7月23日にチームメイトであるジェラール・ピケが彼は残るとInstagramに投稿し、メッシとスアレスが約1時間ネイマール本人と話し合ったことからこの移籍騒動は沈静化するかと思われたが、ピケ本人から個人的な意見だった説明した事や本人の口からは何も話されていない事から移籍騒動はぶり返された。FCバルセロナのプレシーズンマッチも終わり、8月になり7月30日からの自身のプロモーションの為に訪れていた中国からバルセロナに帰国、このまま練習に参加するかと思われたが、FCバルセロナから公式にネイマール本人が退団の意思を見せた事を明らかにし、契約解除金として2億2200万ユーロを払わなければ放出しない事も同時に明らかにした。現地時間の8月3日、FCバルセロナからネイマール名義で契約解除金の2億2200万ユーロが支払われたと発表された。しかし、スペイン・プロリーグ機構は、契約解除金の受け取りを拒否し、それに対してフランス・プロサッカーリーグがネイマールのパリ・サンジェルマン移籍を全面的にサポートすると発表する事態となった。
移籍決定後、ネイマールの父親はバルサに前年の契約更新ボーナスの支払いを求めたが、クラブ側は条件を満たさないとしてこれを拒否した。また、8月22日にFCバルセロナは、契約延長のボーナスとして支払われた金額の返還と損害賠償金として850万ユーロに遅延金の10パーセントを上乗せた金額を支払う事を求めた事を発表した。

### パリ・サンジェルマン

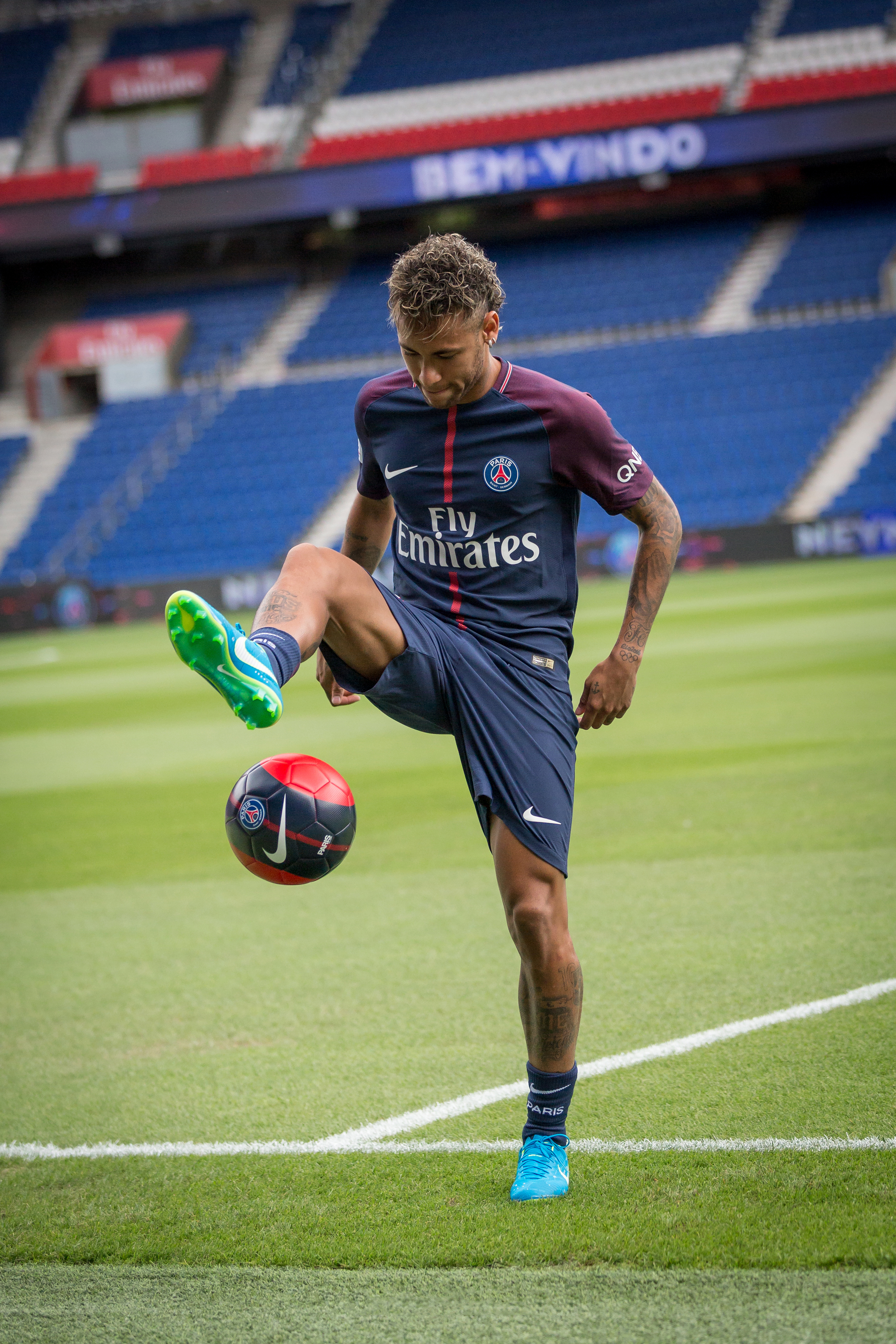
2017年

2017年8月3日、パリ・サンジェルマンFCへの移籍が発表され、2022年までの5年契約を締結した。背番号はハビエル・パストーレから譲られた10番に決定。なお、背番号10番はズラタン・イブラヒモヴィッチやオーガスティン・オコチャといった名手、同郷のロナウジーニョやライーが着けた背番号である。2017年8月12日、EAギャンガン戦で同クラブの選手としてリーグデビュー、同試合で1ゴール1アシストを記録した。2018年2月25日のオリンピック・マルセイユ戦で足を骨折してその後のシーズンは離脱した。公式戦30試合の出場で28ゴールを記録した。
2018-19シーズンは開幕戦からゴールを決めた。10月4日、欧州CL第2節のレッドスター・ベオグラード戦ではハットトリックを決めて今季CL初勝利に貢献した。2019年1月下旬のクープ・ドゥ・フランスラウンド16のRCストラスブール戦で相手のチャージを受け、中足骨骨折を負った。欠場した欧州CL決勝T1回戦のマンチェスター・ユナイテッドFC戦第2戦での審判の判定に対し、自身のSNSで怒りを露にした。これにより3試合のCL出場停止処分を受けた。約3か月離脱したのち、4月22日のASモナコ戦で復帰。同月27日のクープ・ドゥ・フランス決勝のスタッド・レンヌ戦では得点を挙げたが敗れた。その表彰式で、PSGの選手が近くの観客と握手を交わしながらメダルを受け取るために階段を上っていく中、列の最後尾近くにいたネイマールがチームメイトを侮辱したという観客の一人の顔を殴打した。この行為は監督やチームメイトからも苦言を呈され、フランスサッカー連盟(FFF)から3試合の出場停止に加えて2試合の執行猶予処分を下された。
2019-20シーズンは怪我や開幕後まで移籍話があったことも影響し、9月14日のリーグ・アン第5節・RCストラスブール戦で初出場。ホーム開催にも関わらず自身に対してブーイングが起きたが、後半アディショナルタイムに決勝点となるゴールをオーバーヘッドキックで決めた。しかし10月の代表戦や2月のリーグ戦でも負傷してしばしば離脱しており、リーグ戦は15試合の出場に留まった。欧州CLではラウンド16ボルシア・ドルトムント戦にてホーム戦とアウェー戦でそれぞれ1ゴールずつ決め、チームの準々決勝進出に貢献した他、チームを決勝まで導いた。

### アル・ヒラル
2023年8月15日、アル・ヒラルに移籍した。契約期間は2025年6月までの2年間。9月15日、アル・リヤドSC戦に途中出場して移籍後初出場すると、移籍後初アシストも記録した。
しかし、移籍から間もない2023年10月、ブラジル代表活動中に膝の前十字靭帯断裂の重傷を負って1年間の長期離脱を強いられた。さらに2024年10月には一度復帰したもののハムストリングの怪我で再び離脱を余儀なくされた。
2025年1月28日、双方合意の下にアル・ヒラルとの契約を解除したことが発表された。負傷の影響でアル・ヒラルでのプレーはわずか7試合に留まった。

### サントス復帰
2025年1月30日、自身のInstagramアカウント上で「明日の発表が待ちきれない」として古巣のサントスFCへの復帰を明かした。翌1月31日にはサントスFCからも正式に加入が発表された。

## 代表経歴
2010 FIFAワールドカップ後のブラジルの最初の試合となった2010年8月10日のアメリカ戦でブラジル代表に初めて招集された。ネイマールはこの試合で代表デビューを果たし、先制点となる代表初ゴールを挙げた。

### ロンドンオリンピック

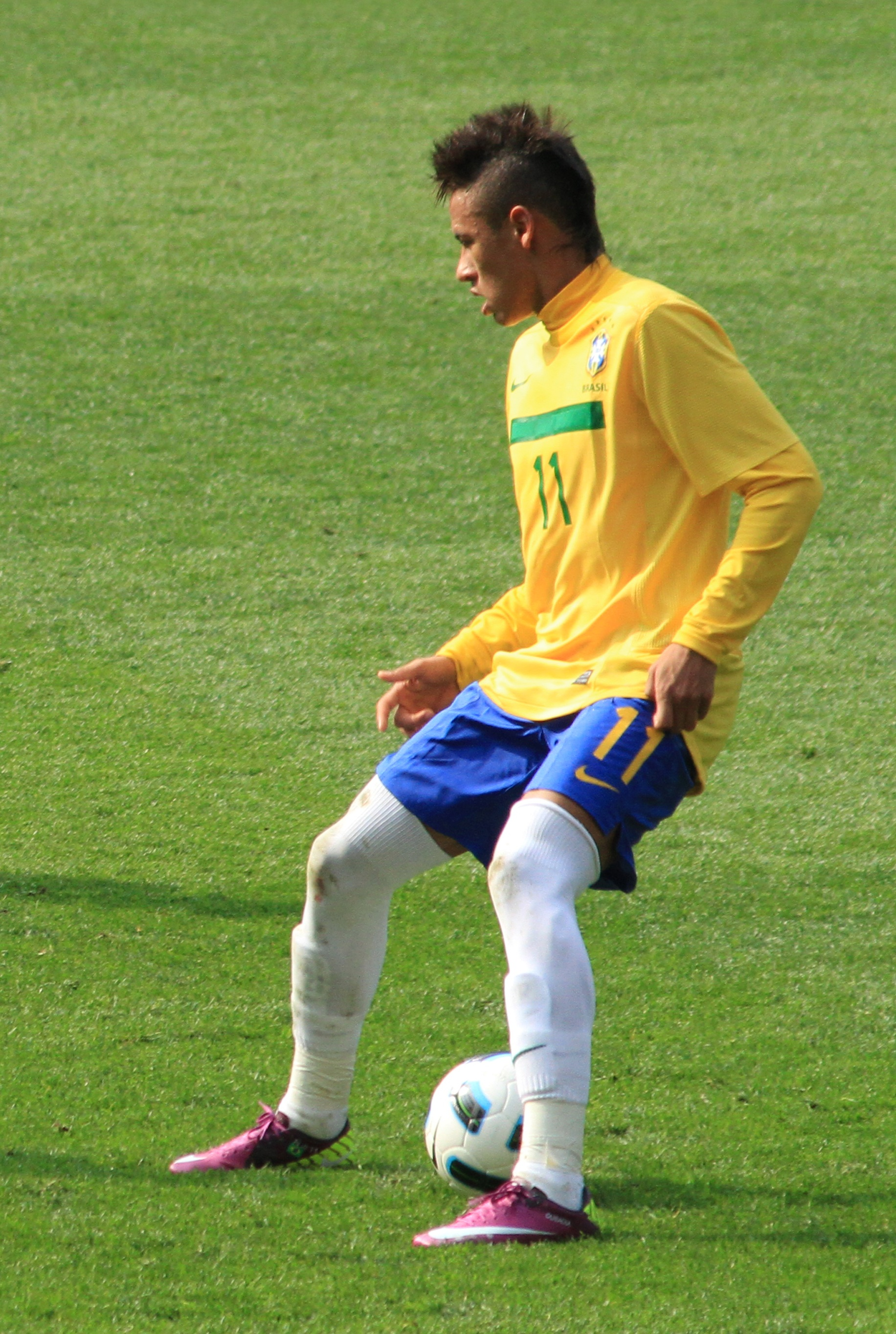
2011年のネイマール

2011年1月に開催された南米ユース選手権では得点王となる9得点を挙げる活躍でブラジルの優勝に貢献した。ロンドンオリンピックのU-23ブラジル代表メンバーに選出されると、全7試合に出場して4得点を挙げ銀メダル獲得に貢献した。
2011年3月27日のスコットランドとの親善試合では初の1試合2得点を記録した。この試合では2得点目を決めた際に、ネイマールに対して観客席からバナナが投げつけられた。バナナは黒人差別を示唆する物であり、スコットランドサポーターによる人種差別がなされたのではないかと問題になった。後にバナナを投げつけたのはドイツ人観光客だと判明し、人種差別的意図は無かったと主張したことから事態は沈静化した。
2012年9月10日の中国との親善試合で代表では初となるハットトリックを記録した。

### FIFAコンフェデレーションズカップ2013

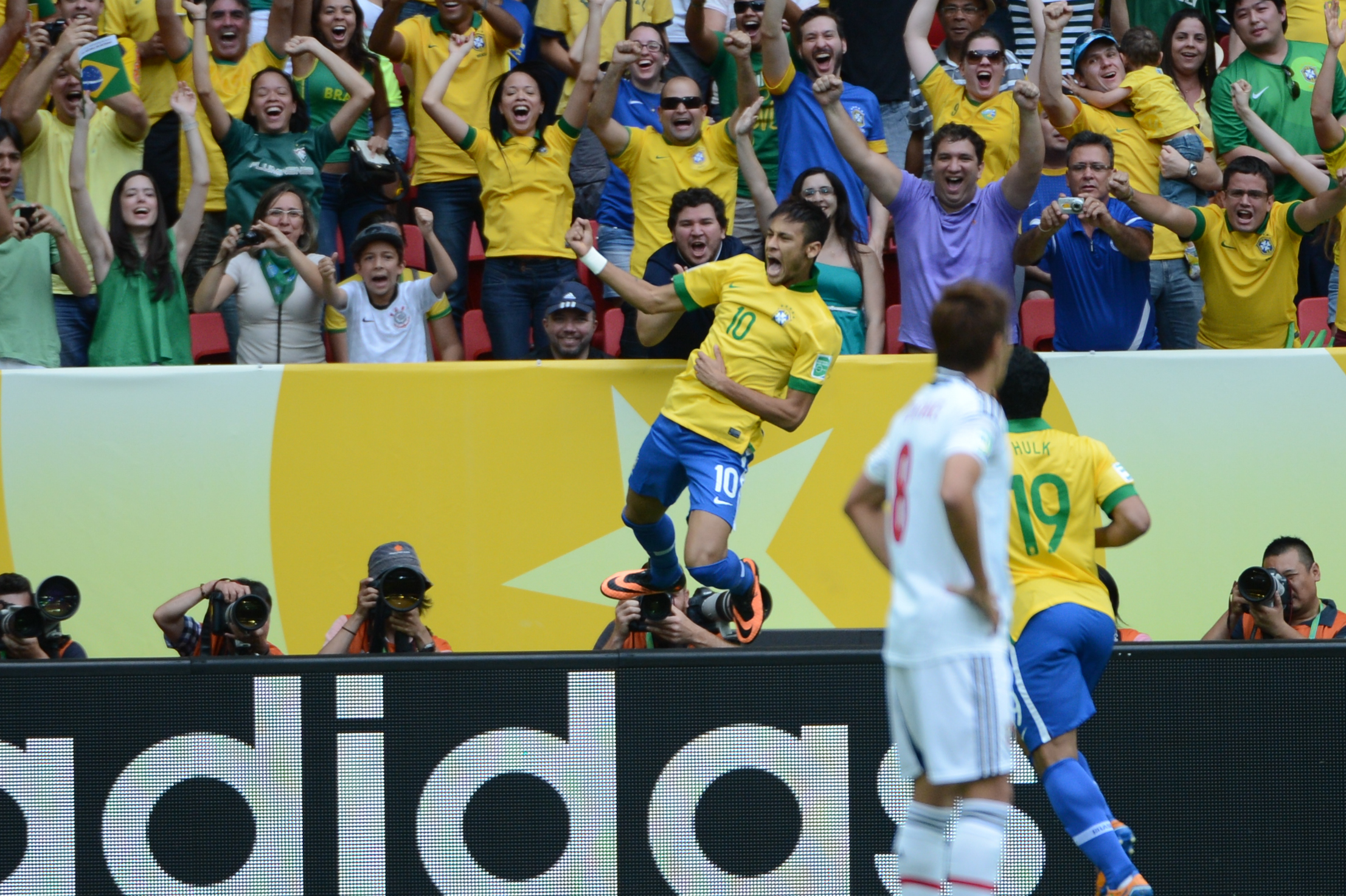
初戦の日本戦でゴールを決めた直後のネイマール

2013年、ネイマールはルイス・フェリペ・スコラーリ率いるブラジル代表の一員として、母国開催のFIFAコンフェデレーションズカップ2013のメンバーに選出された。また、背番号はそれまで11番を着用していたが、この大会から10番が割り当てられた。
6月15日にエスタジオ・ナシオナル・デ・ブラジリア・マネ・ガリンチャで行われた日本戦では、フレッジが胸トラップで落としたボールをペナルティエリア外からダイレクトボレーを放ち、大会のオープニングゴールを決めた。第2戦のメキシコ戦でもネイマールはゴールを決めると、後半にもジョーのゴールもアシストして2-0の勝利に貢献した。第3戦のイタリア戦では、ペナルティエリアの端から強烈なフリーキックで3試合連続ゴールを決め、3試合連続でマン・オブ・ザ・マッチに選ばれた。

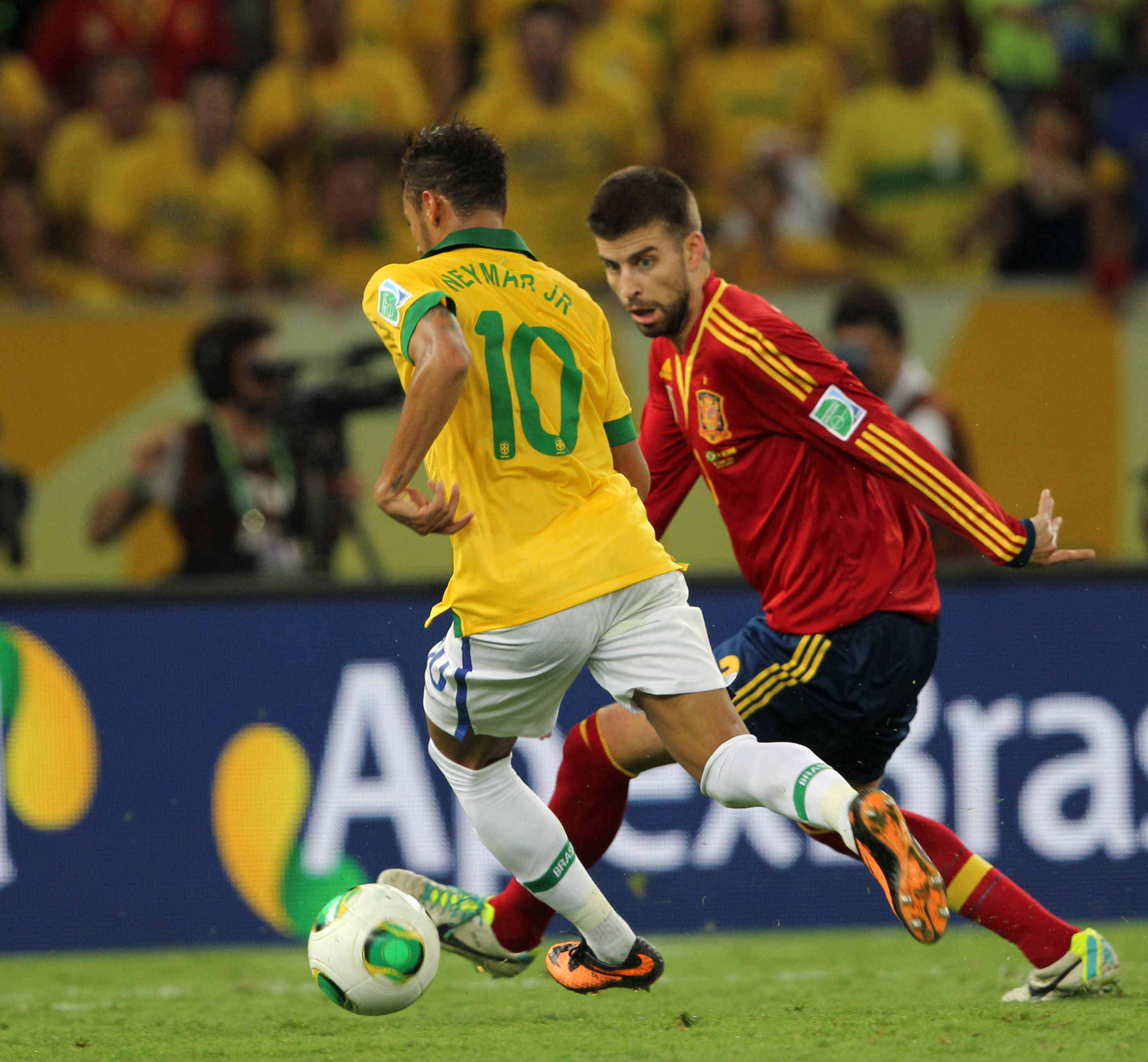
スペイン代表のジェラール・ピケとマッチアップするネイマール

6月30日、スペイン代表との決勝戦でネイマールはフレッジの先制点をアシスト。さらにブラジルの2点目も決めて3-0で勝利し、地元ブラジルで優勝を果たした。これらの活躍によってネイマールは大会で最も活躍した選手に贈られるゴールデンボール賞を受賞した。

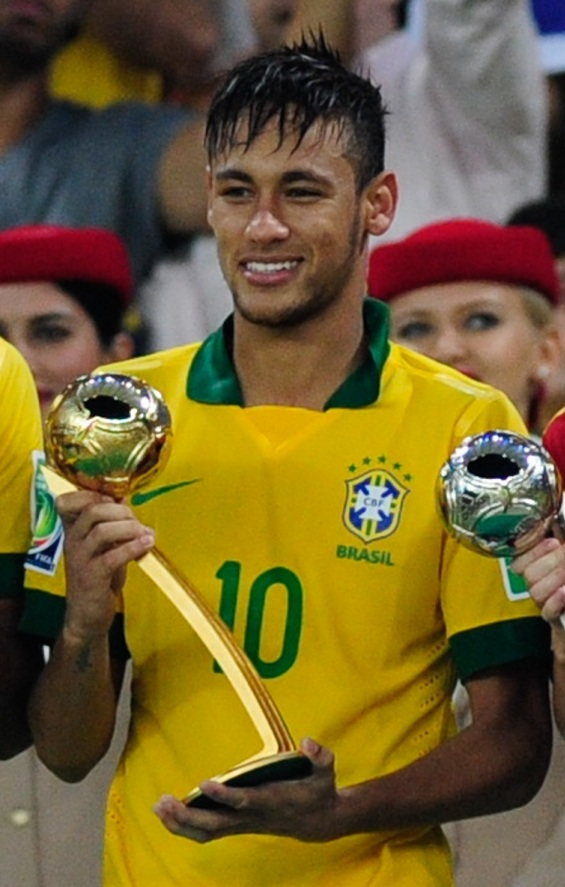
ゴールデンボール賞を受賞するネイマール

### 2014 FIFAワールドカップ
地元ブラジルでの開催となった2014 FIFAワールドカップでは、グループリーグのクロアチア戦、カメルーン戦で2ゴールずつを奪い、準々決勝の時点でチーム最多得点となる4ゴールを挙げていたが、準々決勝コロンビア戦後半43分にDFフアン・スニガの膝による激しいチャージを背後から受け負傷、そのまま担架で運ばれ、フォルタレザ市内の病院に搬送、脊椎骨折で全治数週間と診断され、残る準決勝以降の試合に出場できなくなった。続く準決勝でネイマールを欠いたブラジルが大敗したこともあり、スニガには非難が殺到し、脅迫や犯罪予告が行われる事態となったため、ネイマールは当時流行していたアイス・バケツ・チャレンジでスニガを指名すると、スニガもこれに応じ和解をアピールした。

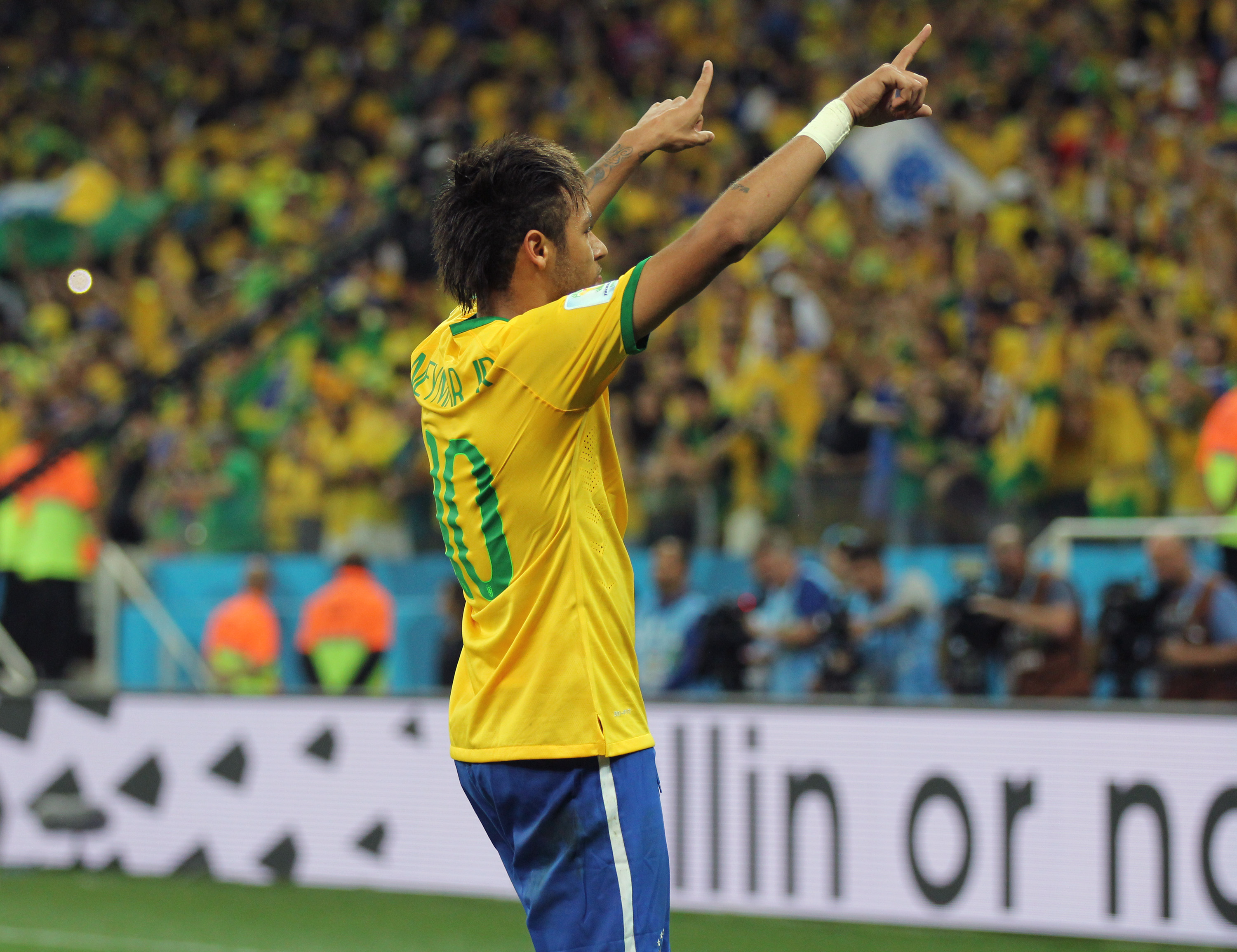
2014 FIFAワールドカップのクロアチア戦にて

ワールドカップ後の初戦となった2014年9月5日のコロンビアとの親善試合では、チアゴ・シウバの負傷に伴い、ブラジル代表史上最年少となる22歳での主将に任命され、試合前にはコロンビアのキャプテンとなった因縁の相手であるスニガと抱擁し、和解を強調。試合では直接フリーキックによる決勝点を挙げた。
2014年10月14日の日本との親善試合では自身初となる1試合4得点を記録した。ブラジル代表では2000年10月8日のベネズエラ戦でロマーリオが記録して以来14年ぶり8人目（9回目）で、22歳での4得点は最年少、4-0で全4得点を挙げたのは史上初めてだった。この4得点で代表通算40得点とし、ベベットを抜きブラジル代表歴代5位となった。また日本からは通算7得点目となり、日本代表を相手に史上最も得点を挙げた選手となった。

### コパ・アメリカ2015
2015年5月5日にブラジル代表としてコパ・アメリカ2015のメンバーに選出された。6月14日にグループステージ初戦のペルー戦で1得点1アシストをマークし初戦を勝利したが、6月17日のコロンビア戦でドゥンガ体制になって初めて敗れた。その試合後に相手DFパブロ・アルメロに対してボールを蹴りつけ、その後乱闘に発展した。この乱闘により相手FWカルロス・バッカと共にレッドカードを提示され、6月19日に南米サッカー連盟（CONMEBOL）は4試合の出場停止処分を下したことを発表した。これによりネイマールのコパ・アメリカ2015が終了した。また2014 FIFAワールドカップで負傷させられたコロンビア代表DFフアン・スニガに対して皮肉コメントを浴びせていた。

### リオデジャネイロオリンピック
2016年6月29日、リオデジャネイロオリンピックのU-23ブラジル代表メンバーにオーバーエイジ枠として選出された。ネイマールはリオデジャネイロオリンピックの出場を優先するため、コパ・アメリカ・センテナリオの出場を欠場していた。準決勝のホンジュラス戦で、オリンピック史上最速となる試合開始からわずか15秒でゴールを決めた。ブラジルW杯の雪辱戦となったドイツとの決勝戦では先制点を挙げて大会4ゴールを記録し、PK戦でも最終キッカーとして成功し、ブラジルのオリンピック初優勝に大きく貢献した。
リオデジャネイロオリンピック後、「キャプテンであることは名誉だった、様々な愛情を受けてキャプテンをしていた。しかしもうブラジル代表のキャプテンはやりたくない」と心境を吐露し、チアゴ・シウバから受け継いでいたキャプテンマークをジョアン・ミランダに引き継ぎ、自らはキャプテンを降りた。なお、2018年のW杯後に再びキャプテンになったが、問題行動により2019年に監督からはく奪された。

### 2018 FIFAワールドカップ

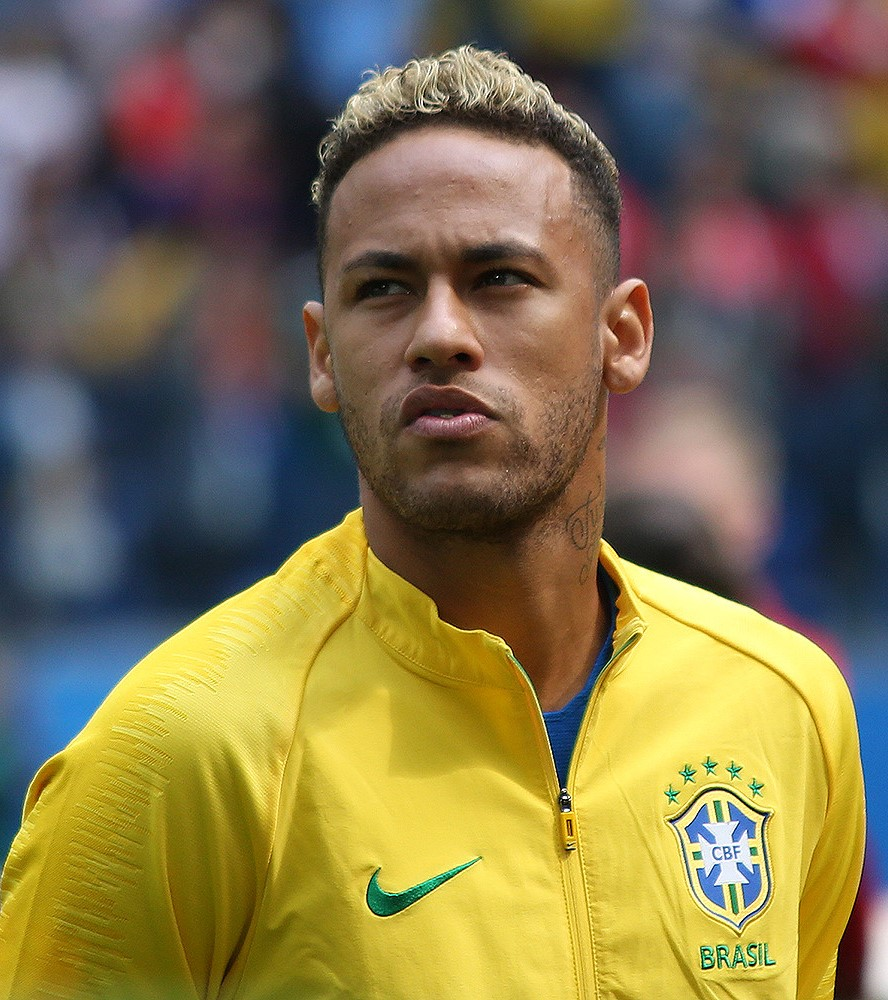
2018 FIFAワールドカップでのネイマール

2018 FIFAワールドカップの最終メンバーにも選ばれた。6月3日のクロアチアとの親善試合で足の怪我から3か月ぶりに国際試合に復帰し、ゴールを決めた。本大会ではグループリーグ第2戦のコスタリカ戦で1ゴール、決勝トーナメント1回戦メキシコ戦では1ゴール1アシストを決めた。しかし、準々決勝のベルギー戦で敗れた。大会を通じてデータ上は良いパフォーマンスを見せたものの、相手のチャージに対する過剰演技を何度も繰り返し、批判を集めてしまった。

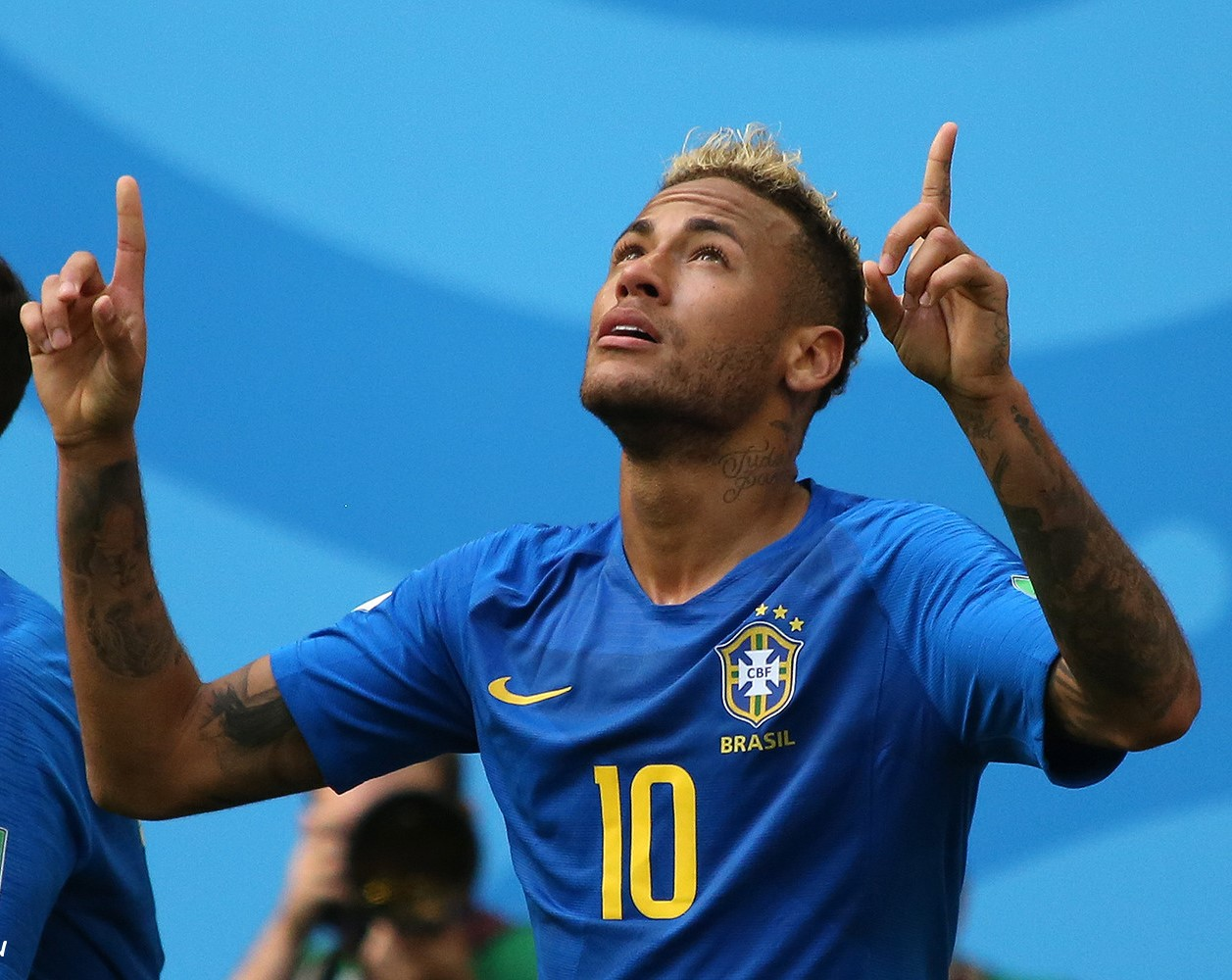
2018年のネイマール

### コパ・アメリカ2019
コパ・アメリカ2019の代表メンバーにも選出されたが、直前の親善試合で右足首に靭帯損傷を負い、欠場が決まった。

### 2022 FIFAワールドカップ

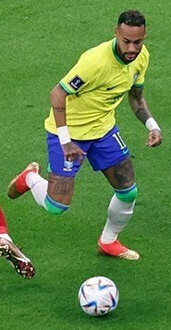
2022 FIFAワールドカップでのネイマール

2022 FIFAワールドカップ・南米予選の第2節ペルー戦でハットトリックを達成したことで通算得点数を64に伸ばし、ロナウドの62を超えて代表歴代2位となった。 2022年11月7日、W杯カタール大会に向けたメンバーの1人に選ばれた。今大会が最後のW杯と話していた本大会では、グループG初戦のセルビア戦を2-0で制するも、試合中に足首を負傷してしまいグループステージの残りの試合を欠場することになった。チームは続くスイス戦も1-0で勝利し、最終節のカメルーン戦で24年ぶりにグループリーグで敗戦を喫したが1位で通過した。ネイマールは決勝トーナメント1回戦の韓国戦から復帰し、自身のPKでの得点を含む4-1で快勝した。準々決勝クロアチア戦の延長前半には、ペレが持つブラジル代表最多得点記録(77得点)に並ぶ先制点を決めたが、延長後半に同点弾を決められてPK戦に突入。PK戦では1人目のロドリゴのシュートをドミニク・リヴァコヴィッチに阻まれ、さらに4人目のキッカーのマルキーニョスも決められなかったことで、ネイマールはPKを蹴らずして2大会連続のベスト8敗退を味わうことになった。
2023年9月8日、2026 FIFAワールドカップ・南米予選のボリビア戦でその試合チーム4点目となるゴールを挙げ、ブラジル代表最多得点記録を更新した。

## プレースタイル・評価
4–3–3フォーメーションでは左サイドのウインガーとしてプレーし、豊富な運動量と創造性を生かし、また、内側に切れ込むようにプレーすることで利き足である右足でシュートを撃ち、相手ディフェンダーの重心を二度三度動かすような、ドリブルやパスでチャンスを作る。創造性、視野の広さ、パススキル、シュートスキル、ドリブル、フェイント、テクニックにおいて優れており、同胞のロナウジーニョにも喩えられる。ヒールリフトを得意としている。利き足は右足だが、両足と頭で得点することができ、フリーキックとペナルティーキックの名手でもある。また「ドリブル、シュート、ヘッダー、コントロールなど、全てを完璧にしたい。常に改善できるものだ。」と常に向上心を掲げていることを語っている。リオネル・メッシ、クリスティアーノ・ロナウド、アンドレス・イニエスタ、シャビ・エルナンデス、ウェイン・ルーニーを影響を受けた選手に挙げている。ロナウジーニョは、ネイマールが世界最高の選手になると評している。ロナウドも同様に現状はメッシが世界最高であるとしながらも、ネイマールは世界最高の選手となりうる才能の持ち主であると評している。元レアル・マドリードの監督ホルヘ・バルダーノは、ネイマールを称賛し、「ネイマールが大好きだ。彼の個人技の多くはゴールをもたらし、しばしばピッチ上で彼だけでプレーしているように思わせる」と語った。シャビ・エルナンデスはネイマールが「素晴らしい選手であり、非常に良い態度を持ち、世界最高の選手になるだろう」と述べた。
一方で、PK狙いでダイブしたり、ファウルを受けると過剰に痛がるなど、審判を欺く演技（シミュレーション）が多いという評価もある。
パリ・サンジェルマンに移籍以降は怪我が多く、11度の怪我や4度の出場停止などにより2019年10月23日時点でのPSGでの出場率は50%（126試合中63試合出場）しかなかった。

## 人物・エピソード
- 16歳でスペインを訪れた際、レアル・マドリードでプレーすることが夢だと発言していた[122]。また、クラブワールドカップでFCバルセロナと対戦した後はバルセロナやメッシに対する憧れも口にしていた[123]。
- 憧れの選手はロマーリオで、サントスや代表ではロマーリオの付けていた背番号11番を好んで選択している[59]。また、憧れの選手としては他にジネディーヌ・ジダン、ロナウジーニョ、カカ、ロビーニョの名も挙げている[122]。ロビーニョとはしばしば比較される[124]。なお、ロビーニョとは2010年1月から半年間サントスFCでともにプレーし、代表でも共にプレーする機会があった。
- 2011年8月24日、恋人との間に第一子となる男児が生まれた[125]。
- FCバルセロナへの移籍の際、移籍金は5700万ユーロであるとされていた[126][127]。しかし、スペインの新聞『エル・ムンド』がバルセロナの公表する5700万ユーロの他に3800万ユーロが支払われ、獲得費用は9500万ユーロであると報じた[128]。これを受けて、FCバルセロナのソシオからの粉飾決済の疑いがあるとしてバルセロナのサンドロ・ロセイ会長への告発が裁判所になされ、裁判所もこれを受理した[129]。この告発を受けて、ロセイ会長は「クラブのイメージを守るため」として会長職を辞任した[130]。その後、FCバルセロナから移籍金5710万ユーロの他に様々な名目で2910万ユーロを支払った事が明らかにされた[131]。また、ネイマールの保有権の40パーセントを保有していたブラジルの投資ファンドDIS社は詐欺であるとしてネイマールとFCバルセロナを告訴した[132]。最終的に、ネイマールは不起訴となった[133]。
- ポーカーの愛好家であることを公言しており、2015年5月7日にオンラインポーカーサイト「ポーカースターズ」のブランドアンバサダーに就任したことを発表した[134]。愛犬の名前もPokerであり、ミネイロンの惨劇をテレビで観戦していた際には「こんなクソみたいな試合見たくない。ポーカーでもしようぜ」と言い放ったという[135]。
- 2016年10月29日のリーガ・エスパニョーラ第10節グラナダCF戦の試合終了後、ロッカールームに引き上げる際に階段を下りていた相手DFのルヴェン・ヴェーゾを後ろから突き飛ばし、問題視された。ネイマールがグラナダの選手に強烈なタックルを見舞った事をきっかけに試合中から二人は揉めており、ネイマールがヴェーゾに対して繰り返し暴言を吐いていたと報道されている[136]。
- 2017年5月、アメリカのESPNは世界で最も有名なアスリート100名を発表し、ネイマールは6位に選出された。サッカー選手ではクリスティアーノ・ロナウド、リオネル・メッシに次ぐ3位[137]。
- 世界でも屈指の人気アスリートであり、Instagramのフォロワー数は2025年7月時点で2億3000万を超えており、世界のスポーツ選手の中でクリスティアーノ・ロナウド、リオネル・メッシ、ヴィラット・コーリに次いで4番目に多い[138]。
- X（旧Twitter）のフォロワー数は2024年6月時点で6400万を超えており、世界のスポーツ選手の中でクリスティアーノ・ロナウドとヴィラット・コーリに次いで3番目に多い[139]。
- 2017年7月28日、バルセロナのアメリカ合宿での練習中に、ネルソン・セメドとの接触プレーが原因でセメドと喧嘩沙汰を起こした。ネイマールは周りにいたチームメイトに抑えられながら不満を爆発させ、そのまま練習場を後にした[140]。
- 2017年9月17日、リーグ・アン第6節オリンピック・リヨン戦でPSGに加入したばかりのネイマールがPKを誰が蹴るかでチームメイトのエディンソン・カバーニと言い争いをした。PSGではズラタン・イブラヒモヴィッチが移籍してからはカバーニがPKを蹴っていた[141]。試合後も『ロッカールームで二人が掴み合いの喧嘩をした』『ネイマールがカバーニの売却をクラブ会長に願い出た』などといった報道が流れ、ウナイ・エメリ監督はPKキッカーは自分が決めたとコメントし、事態は沈静化した。2018年1月18日のリーグ・アン第21節ディジョンFCO戦ではカバーニのクラブ歴代最高得点の記録がかかっていた場面でPKを譲らず蹴った事にブーイングが起こった[142]。
- 2019年6月、アメリカの経済誌フォーブスは2019年版の世界のアスリートの年収を公表した[143]。ネイマールの年収は1億500万ドルであり、世界のスポーツ選手でメッシ、クリスティアーノ・ロナウドに次ぐ3位にランクインした。
- 2019年5月、Instagram上にて知り合った女性とパリのホテルで会い、性的暴行を加えた疑いで告訴された[144]。同年9月、サンパウロの捜査当局からこの件について証拠不十分により捜査を終了したと発表された[145]
- 2017年7月25日、フランスのサッカークラブであるパリ・サンジェルマンFCが、ネイマール獲得の為に約735億円を用意したと報じられた。パリ・サンジェルマンがネイマールに対して支払う年俸の総額は5年間で約3億ユーロ（約395億円）であり、1年間だと約80億円（税込み年俸）となる為、世界中のあらゆるアスリートの中でもリオネル・メッシやクリスティアーノ・ロナウドに次いで3番目に高い高額年俸選手となる[146]。
- 2017年8月3日、パリ・サンジェルマンがネイマールの獲得と移籍を正式に発表した。契約期間は5年間で2022年6月までとなっており、移籍金は2億2200万ユーロ（約290億円）である。また、年俸は税金が引かれた後の手取り額で約40億円である。この年俸は最低保障金額の基礎年俸であり、PSGが目標としているタイトルなどを獲得した際には更にボーナスが付き、年俸は65億円までアップする（手取り額）。さらに、この移籍に関しての移籍報奨金として約78億円がネイマールに対して支払われており、ネイマールの父親とその代理人であるイスラエル人男性に対しても別途で約52億円もの移籍報奨金が支払われる超大型の契約となった[147][148][149][150]。

## 個人成績
2023年8月15日現在 
|              |              |              | 国内リーグ   | 国内リーグ   | 国内カップ | 国内カップ | 国内カップ         | 国内カップ         | 国際大会 | 国際大会 | 国際大会 | 国際大会 | 通算         | 通算         |
| クラブ       | シーズン     | 背 番 号     | セリエA      | セリエA      | セリエA1   | セリエA1   | コパ・ド・ブラジル | コパ・ド・ブラジル | CONMEBOL | CONMEBOL | FIFA CWC | FIFA CWC | シーズン通算 | シーズン通算 |
| クラブ       | シーズン     | 背 番 号     | 出場         | 得点         | 出場       | 得点       | 出場               | 得点               | 出場     | 得点     | 出場     | 得点     | 出場         | 得点         |
| ------------ | ------------ | ------------ | ------------ | ------------ | ---------- | ---------- | ------------------ | ------------------ | -------- | -------- | -------- | -------- | ------------ | ------------ |
| サントス     | 2009         | 7            | 33           | 10           | 12         | 3          | 3                  | 1                  | –        | –        | –        | –        | 48           | 14           |
| サントス     | 2010         | 11           | 31           | 17           | 19         | 14         | 8                  | 11                 | 2        | 0        | –        | –        | 60           | 42           |
| サントス     | 2011         | 11           | 21           | 13           | 11         | 4          | –                  | –                  | 13       | 6        | 2        | 1        | 47           | 24           |
| サントス     | 2012         | 11           | 17           | 14           | 16         | 20         | –                  | –                  | 12       | 8        | 2        | 1        | 47           | 43           |
| サントス     | 2013         | 11           | 1            | 0            | 18         | 12         | 4                  | 1                  | –        | –        | –        | –        | 23           | 13           |
| サントス     | 通算         | 通算         | 103          | 54           | 76         | 53         | 15                 | 13                 | 27       | 14       | 4        | 2        | 225          | 136          |
| クラブ       | シーズン     | 背 番 号     | リーガ       | リーガ       | 国王杯     | 国王杯     | スーペルコパ       | スーペルコパ       | UEFA     | UEFA     | FIFA CWC | FIFA CWC | シーズン通算 | シーズン通算 |
| クラブ       | シーズン     | 背 番 号     | 出場         | 得点         | 出場       | 得点       | 出場               | 得点               | 出場     | 得点     | 出場     | 得点     | 出場         | 得点         |
| バルセロナ   | 2013-14      | 11           | 26           | 9            | 3          | 1          | 2                  | 1                  | 10       | 4        | –        | –        | 41           | 15           |
| バルセロナ   | 2014-15      | 11           | 33           | 22           | 6          | 7          | -                  | -                  | 12       | 10       | –        | –        | 51           | 39           |
| バルセロナ   | 2015-16      | 11           | 34           | 24           | 5          | 4          | 0                  | 0                  | 9        | 3        | 1        | 0        | 49           | 31           |
| バルセロナ   | 2015-16      | 11           | 34           | 24           | 5          | 4          | 0                  | 0                  | 0        | 0        | 1        | 0        | 49           | 31           |
| バルセロナ   | 2016-17      | 11           | 30           | 13           | 6          | 3          | 0                  | 0                  | 9        | 4        | –        | –        | 45           | 20           |
| バルセロナ   | 通算         | 通算         | 123          | 68           | 20         | 15         | 2                  | 1                  | 40       | 21       | 1        | 0        | 186          | 105          |
| クラブ       | シーズン     | 背 番 号     | リーグ・アン | リーグ・アン | フランス杯 | フランス杯 | スーパー杯         | スーパー杯         | 欧州CL   | 欧州CL   | 欧州CL   | 欧州CL   | シーズン通算 | シーズン通算 |
| クラブ       | シーズン     | 背 番 号     | リーグ・アン | リーグ・アン | フランス杯 | フランス杯 | リーグ杯           |                    | 欧州CL   | 欧州CL   | 欧州CL   | 欧州CL   | シーズン通算 | シーズン通算 |
| クラブ       | シーズン     | 背 番 号     | 出場         | 得点         | 出場       | 得点       | 出場               | 得点               | 出場     | 出場     | 得点     | 得点     | 出場         | 得点         |
| PSG          | 2017-18      | 10           | 20           | 19           | 1          | 2          | –                  | –                  | 7        | 7        | 6        | 6        | 30           | 28           |
| PSG          | 2017-18      | 10           | 20           | 19           | 1          | 2          | 2                  | 1                  | 7        | 7        | 6        | 6        | 30           | 28           |
| PSG          | 2018-19      | 10           | 17           | 15           | 3          | 2          | 1                  | 0                  | 6        | 6        | 5        | 5        | 28           | 23           |
| PSG          | 2018-19      | 10           | 17           | 15           | 3          | 2          | 1                  | 1                  | 6        | 6        | 5        | 5        | 28           | 23           |
| PSG          | 2019-20      | 10           | 15           | 13           | 2          | 2          | -                  | -                  | 7        | 7        | 3        | 3        | 27           | 19           |
| PSG          | 2019-20      | 10           | 15           | 13           | 2          | 2          | 3                  | 1                  | 7        | 7        | 3        | 3        | 27           | 19           |
| PSG          | 2020-21      | 10           | 18           | 9            | 3          | 1          | 1                  | 1                  | 9        | 9        | 6        | 6        | 31           | 17           |
| PSG          | 2021-22      | 10           | 22           | 13           | 0          | 0          | 0                  | 0                  | 6        | 6        | 0        | 0        | 28           | 13           |
| PSG          | 2022-23      | 10           | 20           | 13           | 2          | 1          | 1                  | 2                  | 6        | 6        | 2        | 2        | 29           | 18           |
| PSG          | 通算         | 通算         | 112          | 82           | 11         | 8          | 9                  | 6                  | 41       | 41       | 22       | 22       | 173          | 118          |
| キャリア通算 | キャリア通算 | キャリア通算 | 出場         | 得点         | 出場       | 出場       | 得点               | 得点               | 出場     | 出場     | 得点     | 得点     | 出場         | 得点         |
| キャリア通算 | キャリア通算 | キャリア通算 | 338          | 204          | 133        | 133        | 96                 | 96                 | 113      | 113      | 59       | 59       | 584          | 359          |

1. ↑  コパ・スダメリカーナ
2. 1 2  コパ・リベルタドーレス
3. ↑  UEFAスーパーカップ
4. ↑  2019-20シーズンを最後に廃止。

## 代表歴

### 出場大会
- U-17ブラジル代表
  - 2009年 - FIFA U-17ワールドカップ（グループリーグ敗退）
- U-20ブラジル代表
  - 2011年 - 南米ユース選手権（優勝）
- U-23ブラジル代表
  - 2012年 - ロンドンオリンピック（銀メダル）
  - 2016年 - リオデジャネイロオリンピック・オーバーエイジ枠での出場（金メダル）
- ブラジル代表
  - 2011年 - コパ・アメリカ2011（ベスト8）
  - 2013年 - FIFAコンフェデレーションズカップ2013（優勝）
  - 2014年 - 2014 FIFAワールドカップ（4位）
  - 2015年 - コパ・アメリカ2015（ベスト8）
  - 2018年 - 2018 FIFAワールドカップ（ベスト8）
  - 2021年 - コパアメリカ2021 (準優勝)
  - 2022年 - 2022 FIFAワールドカップ（ベスト8）

### 試合数
- 国際Aマッチ 128試合 79得点（2010年 - ）[152]

| ブラジル代表 | 国際Aマッチ | 国際Aマッチ |
| 年           | 出場        | 得点        |
| ------------ | ----------- | ----------- |
| 2010         | 2           | 1           |
| 2011         | 13          | 7           |
| 2012         | 12          | 9           |
| 2013         | 19          | 10          |
| 2014         | 14          | 15          |
| 2015         | 9           | 4           |
| 2016         | 6           | 4           |
| 2017         | 8           | 3           |
| 2018         | 13          | 7           |
| 2019         | 5           | 1           |
| 2020         | 2           | 3           |
| 2021         | 13          | 6           |
| 2022         | 8           | 7           |
| 2023         | 4           | 2           |
| 通算         | 128         | 79          |

### 代表での得点
| #   | 開催年月日     | 開催地                                                       | 対戦国           | スコア | 結果          | 試合概要                                 |  |
| --- | -------------- | ------------------------------------------------------------ | ---------------- | ------ | ------------- | ---------------------------------------- |  |
| 1.  | 2010年8月10日  | イーストラザフォード、メットライフ・スタジアム               | アメリカ合衆国   | 0 - 1  | 0 - 2         | 親善試合                                 |  |
| 2.  | 2011年3月27日  | ロンドン、エミレーツ・スタジアム                             | スコットランド   | 0 - 1  | 0 - 2         | 親善試合                                 |  |
| 3.  | 2011年3月27日  | ロンドン、エミレーツ・スタジアム                             | スコットランド   | 0 - 2  | 0 - 2         | 親善試合                                 |  |
| 4.  | 2011年7月13日  | コルドバ、エスタディオ・マリオ・アルベルト・ケンペス         | エクアドル       | 2 - 1  | 4 - 2         | コパ・アメリカ2011                       |  |
| 5.  | 2011年7月13日  | コルドバ、エスタディオ・マリオ・アルベルト・ケンペス         | エクアドル       | 4 - 2  | 4 - 2         | コパ・アメリカ2011                       |  |
| 6.  | 2011年8月10日  | シュトゥットガルト、メルセデス・ベンツ・アレーナ             | ドイツ           | 3 - 2  | 3 - 2         | 親善試合                                 |  |
| 7.  | 2011年9月29日  | ベレン、エスタディオ・オリンピコ・ド・パラ                   | アルゼンチン     | 1 - 0  | 2 - 0         | 親善試合                                 |  |
| 8.  | 2011年10月8日  | サン・ホセ、エスタディオ・ナシオナル・デ・コスタリカ         | コスタリカ       | 0 - 1  | 0 - 1         | 親善試合                                 |  |
| 9.  | 2012年5月30日  | ワシントンD.C.、フェデックスフィールド                       | アメリカ合衆国   | 0 - 1  | 1 - 4         | 親善試合                                 |  |
| 10. | 2012年9月10日  | レシフェ、エスタディオ・ド・アルーダ                         | 中国             | 2 - 0  | 8 - 0         | 親善試合                                 |  |
| 11. | 2012年9月10日  | レシフェ、エスタディオ・ド・アルーダ                         | 中国             | 5 - 0  | 8 - 0         | 親善試合                                 |  |
| 12. | 2012年9月10日  | レシフェ、エスタディオ・ド・アルーダ                         | 中国             | 6 - 0  | 8 - 0         | 親善試合                                 |  |
| 13. | 2012年9月19日  | ゴイアニア、エスタディオ・セッラ・ドゥラダ                   | アルゼンチン     | 2 - 1  | 2 - 1         | 親善試合                                 |  |
| 14. | 2012年10月11日 | マルメ、スウェドバンク・スタディオン                         | イラク           | 5 - 0  | 6 - 0         | 親善試合                                 |  |
| 15. | 2012年10月16日 | ヴロツワフ、ヴロツワフ市立競技場                             | 日本             | 2 - 0  | 4 - 0         | 親善試合                                 |  |
| 16. | 2012年10月16日 | ヴロツワフ、ヴロツワフ市立競技場                             | 日本             | 3 - 0  | 4 - 0         | 親善試合                                 |  |
| 17. | 2012年11月14日 | イーストラザフォード、メットライフ・スタジアム               | コロンビア       | 1 - 1  | 1 - 1         | 親善試合                                 |  |
| 18. | 2013年4月6日   | サンタクルス、エスタディオ・ラモン・タウイチ・アギレラ       | ボリビア         | 0 - 2  | 0 - 4         | 親善試合                                 |  |
| 19. | 2013年4月6日   | サンタクルス、エスタディオ・ラモン・タウイチ・アギレラ       | ボリビア         | 0 - 3  | 0 - 4         | 親善試合                                 |  |
| 20. | 2013年4月24日  | ベロオリゾンテ、ミネイロン                                   | チリ             | 2 - 1  | 2 - 2         | 親善試合                                 |  |
| 21. | 2013年6月15日  | ブラジリア、エスタジオ・ナシオナル・デ・ブラジリア           | 日本             | 1 - 0  | 3 - 0         | FIFAコンフェデレーションズカップ2013     |  |
| 22. | 2013年6月19日  | フォルタレザ、カステロン                                     | メキシコ         | 1 - 0  | 2 - 0         | FIFAコンフェデレーションズカップ2013     |  |
| 23. | 2013年6月22日  | サルヴァドール、アレーナ・フォンチ・ノヴァ                   | イタリア         | 1 - 2  | 2 - 4         | FIFAコンフェデレーションズカップ2013     |  |
| 24. | 2013年6月30日  | リオデジャネイロ、エスタジオ・ド・マラカナン                 | スペイン         | 2 - 0  | 3 - 0         | FIFAコンフェデレーションズカップ2013決勝 |  |
| 25. | 2013年9月7日   | ブラジリア、エスタジオ・ナシオナル・デ・ブラジリア           | オーストラリア   | 3 - 0  | 6 - 0         | 親善試合                                 |  |
| 26. | 2013年9月10日  | フォックスボロ、ジレット・スタジアム                         | ポルトガル       | 2 – 1  | 3 - 1         | 親善試合                                 |  |
| 27. | 2013年10月12日 | ソウル、ソウルワールドカップ競技場                           | 韓国             | 0 – 1  | 0 - 3         | 親善試合                                 |  |
| 28. | 2014年3月5日   | ヨハネスブルグ、FNBスタジアム                                | 南アフリカ共和国 | 0 - 2  | 5 - 0         | 親善試合                                 |  |
| 29. | 2014年3月5日   | ヨハネスブルグ、FNBスタジアム                                | 南アフリカ共和国 | 0 - 3  | 5 - 0         | 親善試合                                 |  |
| 30. | 2014年3月5日   | ヨハネスブルグ、FNBスタジアム                                | 南アフリカ共和国 | 0 - 5  | 5 - 0         | 親善試合                                 |  |
| 31. | 2014年6月3日   | ゴイアニア、エスタディオ・セッラ・ドゥラダ                   | パナマ           | 0 - 1  | 0 - 2         | 親善試合                                 |  |
| 32. | 2014年6月12日  | サンパウロ、アレーナ・デ・サンパウロ                         | クロアチア       | 1 - 1  | 3 - 1         | 2014 FIFAワールドカップ                  |  |
| 33. | 2014年6月12日  | サンパウロ、アレーナ・デ・サンパウロ                         | クロアチア       | 2 - 1  | 3 - 1         | 2014 FIFAワールドカップ                  |  |
| 34. | 2014年6月23日  | ブラジリア、エスタジオ・ナシオナル・デ・ブラジリア           | カメルーン       | 0 - 1  | 1 - 4         | 2014 FIFAワールドカップ                  |  |
| 35. | 2014年6月23日  | ブラジリア、エスタジオ・ナシオナル・デ・ブラジリア           | カメルーン       | 1 - 2  | 1 - 4         | 2014 FIFAワールドカップ                  |  |
| 36. | 2014年9月5日   | マイアミガーデンズ、ハードロック・スタジアム                 | コロンビア       | 1 - 0  | 1 - 0         | 親善試合                                 |  |
| 37. | 2014年10月14日 | シンガポール、ナショナルスタジアム                           | 日本             | 0 - 1  | 0 - 4         | 親善試合                                 |  |
| 38. | 2014年10月14日 | シンガポール、ナショナルスタジアム                           | 日本             | 0 - 2  | 0 - 4         | 親善試合                                 |  |
| 39. | 2014年10月14日 | シンガポール、ナショナルスタジアム                           | 日本             | 0 - 3  | 0 - 4         | 親善試合                                 |  |
| 40. | 2014年10月14日 | シンガポール、ナショナルスタジアム                           | 日本             | 0 - 4  | 0 - 4         | 親善試合                                 |  |
| 41. | 2014年11月12日 | イスタンブール、シュクリュ・サラジオウル・スタジアム         | トルコ           | 0 - 1  | 0 - 4         | 親善試合                                 |  |
| 42. | 2014年11月12日 | イスタンブール、シュクリュ・サラジオウル・スタジアム         | トルコ           | 0 - 4  | 0 - 4         | 親善試合                                 |  |
| 43. | 2015年3月26日  | サン＝ドニ、スタッド・ド・フランス                           | フランス         | 1 - 2  | 1 - 3         | 親善試合                                 |  |
| 44. | 2015年6月14日  | テムコ、エスタディオ・ムニシパル・ヘルマン・ベッケル         | ペルー           | 1 - 0  | 2 - 1         | コパ・アメリカ2015                       |  |
| 45. | 2015年9月8日   | フォックスボロ、ジレット・スタジアム                         | アメリカ合衆国   | 0 - 2  | 1 - 4         | 親善試合                                 |  |
| 46. | 2015年9月8日   | フォックスボロ、ジレット・スタジアム                         | アメリカ合衆国   | 0 - 4  | 1 - 4         | 親善試合                                 |  |
| 47. | 2016年9月1日   | キト、エスタディオ・オリンピコ・アタウアルパ                 | エクアドル       | 0 - 1  | 0 - 3         | 2018 FIFAワールドカップ・南米予選        |  |
| 48. | 2016年9月6日   | マナウス、アレーナ・アマゾニア                               | コロンビア       | 2 - 1  | 2 - 1         | 2018 FIFAワールドカップ・南米予選        |  |
| 49. | 2016年10月6日  | リオグランデ・ド・ノルテ州、アレーナ・ダス・ドゥーナス       | ボリビア         | 1 - 0  | 5 - 0         | 2018 FIFAワールドカップ・南米予選        |  |
| 50. | 2016年11月10日 | ベロオリゾンテ、ミネイロン                                   | アルゼンチン     | 2 - 0  | 3 - 0         | 2018 FIFAワールドカップ・南米予選        |  |
| 51. | 2017年3月23日  | モンテビデオ、エスタディオ・センテナリオ                     | ウルグアイ       | 1 - 3  | 1 - 4         | 2018 FIFAワールドカップ・南米予選        |  |
| 52. | 2017年3月28日  | サンパウロ、アレーナ・デ・サンパウロ                         | パラグアイ       | 2 - 0  | 3 - 0         | 2018 FIFAワールドカップ・南米予選        |  |
| 53. | 2017年11月10日 | ヴィルヌーヴ＝ダスク、スタッド・ピエール＝モーロワ           | 日本             | 1 - 0  | 3 - 1         | 親善試合                                 |  |
| 54. | 2018年6月3日   | リヴァプール、アンフィールド                                 | クロアチア       | 1 - 0  | 2 - 0         | 親善試合                                 |  |
| 55. | 2018年6月10日  | ウィーン、エルンスト・ハッペル・シュターディオン             | オーストリア     | 2 - 0  | 3 - 0         | 親善試合                                 |  |
| 56. | 2018年6月22日  | サンクトペテルブルク、ガスプロム・アリーナ                   | コスタリカ       | 2 - 0  | 2 - 0         | 2018 FIFAワールドカップ                  |  |
| 57. | 2018年7月2日   | サマーラ、サマーラ・アリーナ                                 | メキシコ         | 1 - 0  | 2 - 0         | 2018 FIFAワールドカップ                  |  |
| 58. | 2018年9月8日   | イーストラザフォード、メットライフ・スタジアム               | アメリカ合衆国   | 2 - 0  | 2 - 0         | 親善試合                                 |  |
| 59. | 2018年9月12日  | ランドーバー、フェデックスフィールド                         | エルサルバドル   | 1 - 0  | 5 - 0         | 親善試合                                 |  |
| 60. | 2018年11月17日 | ロンドン、エミレーツ・スタジアム                             | ウルグアイ       | 1 - 0  | 1 - 0         | 親善試合                                 |  |
| 61. | 2019年9月7日   | マイアミガーデンズ、ハードロック・スタジアム                 | コロンビア       | 2 - 2  | 2 - 2         | 2022 FIFAワールドカップ・南米予選        |  |
| 62. | 2020年10月14日 | リマ、 エスタディオ・ナシオナル・デル・ペルー                | ペルー           | 1 - 1  | 4 - 2         | 2022 FIFAワールドカップ・南米予選        |  |
| 63. | 2020年10月14日 | リマ、 エスタディオ・ナシオナル・デル・ペルー                | ペルー           | 3 - 2  | 4 - 2         | 2022 FIFAワールドカップ・南米予選        |  |
| 64. | 2020年10月14日 | リマ、 エスタディオ・ナシオナル・デル・ペルー                | ペルー           | 4 - 2  | 4 - 2         | 2022 FIFAワールドカップ・南米予選        |  |
| 65. | 2021年6月5日   | ポルト・アレグレ、エスタジオ・ベイラ＝リオ                   | エクアドル       | 2 - 0  | 2 - 0         | 2022 FIFAワールドカップ・南米予選        |  |
| 66. | 2021年6月9日   | アスンシオン、エスタディオ・ディフェンソーレス・デル・チャコ | パラグアイ       | 1 - 0  | 2 - 0         | 2022 FIFAワールドカップ・南米予選        |  |
| 67. | 2021年6月13日  | ブラジリア、エスタジオ・ナシオナル・デ・ブラジリア           | ベネズエラ       | 2 - 0  | 3 - 0         | コパ・アメリカ2021                       |  |
| 68. | 2021年6月18日  | リオデジャネイロ、エスタジオ・オリンピコ・ニウトン・サントス | ペルー           | 2 - 0  | 4 - 0         | コパ・アメリカ2021                       |  |
| 69. | 2021年9月10日  | レシフェ、アレナ・ペルナンブーコ                             | ペルー           | 2 - 0  | 2 - 0         | 2022 FIFAワールドカップ・南米予選        |  |
| 70. | 2021年10月15日 | マナウス、アレーナ・アマゾニア                               | ウルグアイ       | 1 - 0  | 4 - 1         | 2022 FIFAワールドカップ・南米予選        |  |
| 71. | 2022年3月25日  | リオデジャネイロ、エスタジオ・ド・マラカナン                 | チリ             | 1 - 0  | 4 - 0         | 2022 FIFAワールドカップ・南米予選        |  |
| 72. | 2022年6月2日   | ソウル、ソウルワールドカップ競技場                           | 韓国             | 2 - 1  | 5 - 1         | 親善試合                                 |  |
| 73. | 2022年6月2日   | ソウル、ソウルワールドカップ競技場                           | 韓国             | 3 - 1  | 5 - 1         | 親善試合                                 |  |
| 74. | 2022年6月6日   | 東京、国立競技場                                             | 日本             | 1 - 0  | 1 - 0         | 親善試合                                 |  |
| 75. | 2022年9月7日   | パリ、パルク・デ・プランス                                   | チュニジア       | 3 - 1  | 5 - 1         | 親善試合                                 |  |
| 76. | 2022年12月5日  | ドーハ、スタジアム974                                        | 韓国             | 2 - 0  | 4 - 1         | 2022 FIFAワールドカップ                  |  |
| 77. | 2022年12月9日  | アル・ライヤーン、エデュケーション・シティ・スタジアム       | クロアチア       | 1 - 0  | 1 - 1 (2-4.p) | 2022 FIFAワールドカップ                  |  |
| 78. | 2023年9月8日   | ベレン、マンゲイラオン                                       | ボリビア         | 3 - 0  | 5 - 1         | 2026 FIFAワールドカップ・南米予選        |  |
| 79. | 2023年9月8日   | ベレン、マンゲイラオン                                       | ボリビア         | 5 - 1  | 5 - 1         | 2026 FIFAワールドカップ・南米予選        |  |

## タイトル

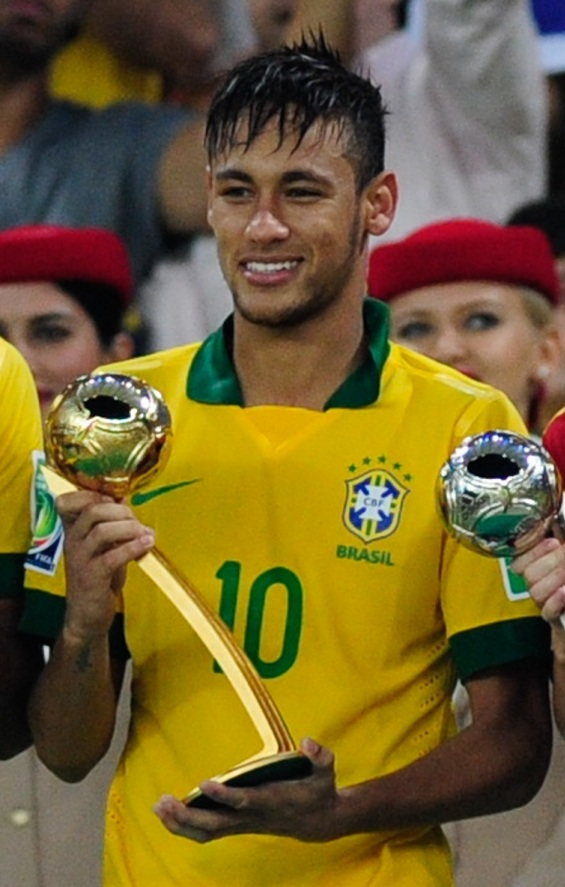
FIFAコンフェデレーションズカップ2013表彰式にて

### クラブ
サントス
- カンピオナート・パウリスタ：3回 (2010, 2011, 2012)
- コパ・ド・ブラジル：1回 (2010)
- コパ・リベルタドーレス：1回 (2011)
- レコパ・スダメリカーナ：1回 (2012)

バルセロナ
- プリメーラ・ディビシオン：2回 (2014-15, 2015-16)
- コパ・デル・レイ：3回 (2014-15, 2015-16, 2016-17)
- スーペルコパ・デ・エスパーニャ：2回 (2013, 2016)
- UEFAチャンピオンズリーグ：1回 (2014-15)
- UEFAスーパーカップ：1回 (2015)
- FIFAクラブワールドカップ：1回 (2015)

パリ・サンジェルマン
- リーグ・アン：4回 (2017-18, 2018-19, 2019-20, 2021-22)
- クープ・ドゥ・ラ・リーグ：2回 (2017-18,2019-20)
- クープ・ドゥ・フランス：1回 (2017-18)
- トロフェ・デ・シャンピオン：4回 (2018, 2019, 2020, 2022)

アル・ヒラル
- サウジ・プロフェッショナルリーグ: 1回（2023-24[153]）

### 代表
U-20ブラジル代表
- 南米ユース選手権：1回 (2011)

U-23ブラジル代表
- 2016年リオデジャネイロオリンピック

ブラジル代表
2019年コパ・アメリカ優勝

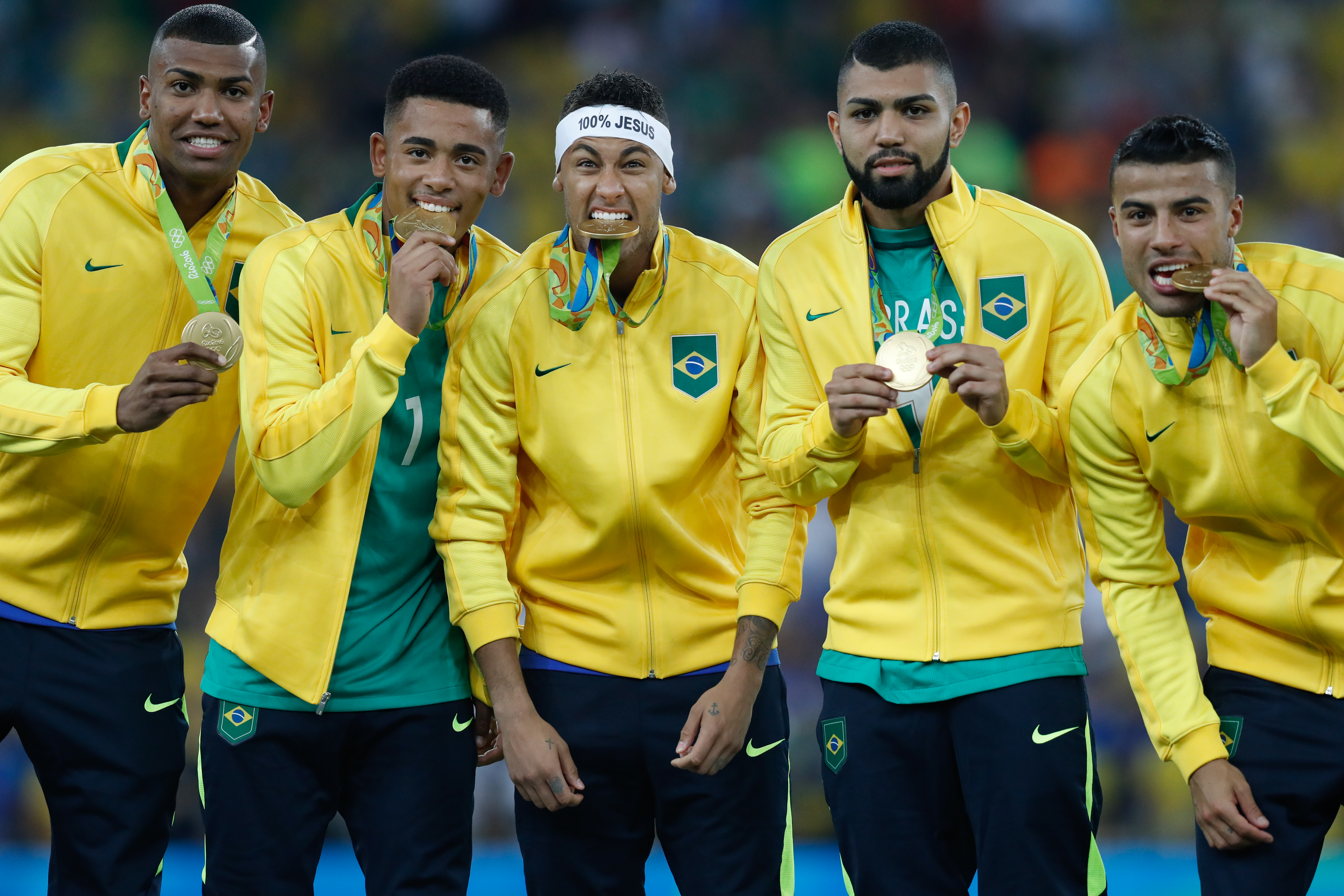
リオデジャネイロオリンピック表彰式にて

- FIFAコンフェデレーションズカップ：1回 (2013)
- スーペルクラシコ・デ・ラス・アメリカス：2回 (2011, 2012)

### 個人
- コパ・ド・ブラジル 得点王：1回 (2010)
- 南米年間最優秀選手賞：2回 (2011, 2012)
- FIFAプスカシュ賞：1回 (2011)
- ボーラ・ジ・オーロ：1回 (2011)
- 南米ユース選手権 得点王：1回 (2011)
- FIFAコンフェデレーションズカップ ゴールデンボール：1回 (2013)
- FIFAコンフェデレーションズカップ ブロンズブーツ：1回 (2013)
- FIFAワールドカップ ブロンズブーツ：1回 (2014)
- UEFAチャンピオンズリーグ得点王：1回 (2015)
- UEFAチャンピオンズリーグベストチーム：1回 (2014-15[154])
- FIFA/FIFPro世界イレブン：2回 (2015, 2017)
- リーグ1年間最優秀選手賞：1回 (2018)
- リーグ1年間最優秀チーム賞：1回 (2018)

## 著書
- 『ネイマール: 父の教え、僕の生きかた』（朝日新聞出版、2014年、ISBN 978-4198637781）※ネイマールの父親との共著
- 『あなたの知らない85のネイマール AtoZで語る僕の素顔』（徳間書店、2014年、ISBN 978-4021902482）